# Afrika-Cup 2024/Gruppe E
| Pl. | Land      | Sp. | S | U | N | Tore    | Diff. | Punkte |
| --- | --------- | --- | - | - | - | ------- | ----- | ------ |
| 1.  | Mali      | 3   | 1 | 2 | 0 | 003:100 | +2    | 05     |
| 2.  | Südafrika | 3   | 1 | 1 | 1 | 004:200 | +2    | 04     |
| 3.  | Namibia   | 3   | 1 | 1 | 1 | 001:400 | −3    | 04     |
| 4.  | Tunesien  | 3   | 0 | 2 | 1 | 001:200 | −1    | 02     |

Der Artikel gibt Auskunft über die Spiele der Gruppe E beim Afrika-Cup 2024 in der Elfenbeinküste.

## Tunesien – Namibia 0:1 (0:0)
| Tunesien                                                                             | Tunesien | Namibia | Namibia |
| ------------------------------------------------------------------------------------ | --- | --- | ------- |
| Tunesien                                                                             | \| 1. Spieltag \| \| 16. Januar 2024 um 17:00 Uhr (18:00 Uhr MEZ) in Korhogo (Stade Amadou Gon Coulibaly) \| \| Schiedsrichter: Omar Artan ( Somalia) \| | \| 1. Spieltag \| \| 16. Januar 2024 um 17:00 Uhr (18:00 Uhr MEZ) in Korhogo (Stade Amadou Gon Coulibaly) \| \| Schiedsrichter: Omar Artan ( Somalia) \|                                                                                           | Namibia |
| Tunesien                                                                             | Bechir Ben Saïd – Wajdi Kechrida, Yassine Meriah, Montassar Talbi, Ali Maâloul – Ellyes Skhiri, Mohamed Ali Ben Romdhane (46. Aïssa Laïdouni), Anis Ben Slimane (83. Sayfallah Ltaief) – Elias Achouri (90.+2' Bassem Srarfi), Youssef Msakni , Taha Yassine Khenissi (15. Haythem Jouini) Cheftrainer: Jalel Kadri | Lloyd Kazapua – Lubeni Haukongo, Kennedy Amutenya, Ryan Nyambe – Prins Tjiueza (73. Bethuel Muzeu), Absalom Iimbondi, Petrus Shitembi (62. Ngero Katua), Aprocius Petrus, Riaan Hanamub – Deon Hotto, Peter Shalulile Cheftrainer: Collin Benjamin | Namibia |
| Tunesien                                                                             | 0:1 Hotto (88.) | | Namibia |
| Tunesien                                                                             | Spieler des Spiels: Deon Hotto (Namibia) | | Namibia |
| 1. Spieltag                                                                          | | |         |
| 16. Januar 2024 um 17:00 Uhr (18:00 Uhr MEZ) in Korhogo (Stade Amadou Gon Coulibaly) | | |         |
| Schiedsrichter: Omar Artan ( Somalia)                                                | | |         |

## Mali – Südafrika 2:0 (0:0)
| Mali                                                                                 | Mali | Südafrika | Südafrika |
| ------------------------------------------------------------------------------------ | --- | --- | --------- |
| Mali                                                                                 | \| 1. Spieltag \| \| 16. Januar 2024 um 20:00 Uhr (21:00 Uhr MEZ) in Korhogo (Stade Amadou Gon Coulibaly) \| \| Schiedsrichter: Mohamed Hussien ( Ägypten) \| | \| 1. Spieltag \| \| 16. Januar 2024 um 20:00 Uhr (21:00 Uhr MEZ) in Korhogo (Stade Amadou Gon Coulibaly) \| \| Schiedsrichter: Mohamed Hussien ( Ägypten) \| | Südafrika |
| Mali                                                                                 | Djigui Diarra – Hamari Traoré , Boubakar Kouyaté, Sikou Niakaté, Falaye Sacko – Kamory Doumbia, Amadou Haidara (87. Boubacar Traoré), Aliou Dieng (78. Fousseni Diabaté), Yves Bissouma (58. Lassana Coulibaly) – Lassine Sinayoko (86. Ibrahim Sissoko), Sékou Koïta (87. Nene Dorgeles) Cheftrainer: Éric Chelle | Ronwen Williams – Khuliso Mudau, Siyanda Xulu, Mothobi Mvala, Aubrey Modiba – Percy Tau, Teboho Mokoena, Sphephelo Sithole, Thapelo Maseko (87. Thapelo Morena) – Themba Zwane (74. Mihlali Mayambela), Evidence Makgopa (73. Zakhele Lepasa) Cheftrainer: Hugo Broos ( Belgien) | Südafrika |
| Mali                                                                                 | 1:0 H. Traoré (60.), 2:0 Sinayoko (66.) | | Südafrika |
| Mali                                                                                 | S. Niakaté (18.), Kouyaté (43.), Coulibaly (90.+4') | Mvala (58.), Xulu (77.) | Südafrika |
| Mali                                                                                 | Percy Tau schießt Foulelfmeter über das Tor (19.) | | Südafrika |
| Mali                                                                                 | Spieler des Spiels: Amadou Haidara (Mali) | | Südafrika |
| 1. Spieltag                                                                          | | |           |
| 16. Januar 2024 um 20:00 Uhr (21:00 Uhr MEZ) in Korhogo (Stade Amadou Gon Coulibaly) | | |           |
| Schiedsrichter: Mohamed Hussien ( Ägypten)                                           | | |           |

## Tunesien – Mali 1:1 (1:1)
| Tunesien                                                                             | Tunesien | Mali | Mali |
| ------------------------------------------------------------------------------------ | --- | --- | ---- |
| Tunesien                                                                             | \| 2. Spieltag \| \| 20. Januar 2024 um 20:00 Uhr (21:00 Uhr MEZ) in Korhogo (Stade Amadou Gon Coulibaly) \| \| Schiedsrichter: Daniel Laryea ( Ghana) \| | \| 2. Spieltag \| \| 20. Januar 2024 um 20:00 Uhr (21:00 Uhr MEZ) in Korhogo (Stade Amadou Gon Coulibaly) \| \| Schiedsrichter: Daniel Laryea ( Ghana) \| | Mali |
| Tunesien                                                                             | Bechir Ben Saïd – Wajdi Kechrida, Yassine Meriah, Montassar Talbi, Ali Abdi – Elias Achouri (70. Sayfallah Ltaief), Ellyes Skhiri, Aïssa Laïdouni, Anis Ben Slimane (88. Mohamed Ali Ben Romdhane) – Youssef Msakni (88. Seifeddine Jaziri), Hamza Rafia (78. Bassem Srarfi) Cheftrainer: Jalel Kadri | Djigui Diarra – Hamari Traoré , Boubakar Kouyaté, Sikou Niakaté, Falaye Sacko – Diadie Samassékou (84. Yves Bissouma), Lassana Coulibaly, Amadou Haidara (70. Nene Dorgeles), Kamory Doumbia (83. Ibrahim Sissoko), – Lassine Sinayoko (83. Youssoufou Niakaté), Sékou Koïta (69. Fousseni Diabaté) Cheftrainer: Éric Chelle | Mali |
| Tunesien                                                                             | 1:1 Rafia (20.) | 0:1 Sinayoko (10.) | Mali |
| Tunesien                                                                             | Jaziri (90.+4'), Laïdouni (90.+8') | | Mali |
| Tunesien                                                                             | Spieler des Spiels: Kamory Doumbia (Mali) | | Mali |
| 2. Spieltag                                                                          | | |      |
| 20. Januar 2024 um 20:00 Uhr (21:00 Uhr MEZ) in Korhogo (Stade Amadou Gon Coulibaly) | | |      |
| Schiedsrichter: Daniel Laryea ( Ghana)                                               | | |      |

## Südafrika – Namibia 4:0 (3:0)
| Südafrika                                                                            | Südafrika | Namibia | Namibia |
| ------------------------------------------------------------------------------------ | --- | --- | ------- |
| Südafrika                                                                            | \| 2. Spieltag \| \| 21. Januar 2024 um 20:00 Uhr (21:00 Uhr MEZ) in Korhogo (Stade Amadou Gon Coulibaly) \| \| Schiedsrichter: Youcef Gamouh ( Algerien) \| | \| 2. Spieltag \| \| 21. Januar 2024 um 20:00 Uhr (21:00 Uhr MEZ) in Korhogo (Stade Amadou Gon Coulibaly) \| \| Schiedsrichter: Youcef Gamouh ( Algerien) \| | Namibia |
| Südafrika                                                                            | Ronwen Williams – Khuliso Mudau, Grant Kekana, Mothobi Mvala, Aubrey Modiba – Teboho Mokoena (90.+3' Jayden Adams), Sphephelo Sithole (70. Thabang Monare), Thapelo Morena (80. Mihlali Mayambela), Percy Tau – Themba Zwane (70. Thapelo Maseko), Evidence Makgopa (80. Zakhele Lepasa) Cheftrainer: Hugo Broos ( Belgien) | Lloyd Kazapua – Ryan Nyambe (73. Joslin Kamatuka), Kennedy Amutenya, Lubeni Haukongo, Riaan Hanamub – Aprocius Petrus, Absalom Iimbondi (46. Bethuel Muzeu), Petrus Shitembi (46. Ngero Katua), Prins Tjiueza (73. Wendell Rudath), Deon Hotto – Peter Shalulile Cheftrainer: Collin Benjamin | Namibia |
| Südafrika                                                                            | 1:0 Tau (14., Handelfmeter) 2:0 Zwane (25.) 3:0 Zwane (40.) 4:0 Maseko (75.) | | Namibia |
| Südafrika                                                                            | Sithole (55.) | | Namibia |
| Südafrika                                                                            | Spieler des Spiels: Themba Zwane (Südafrika) | | Namibia |
| 2. Spieltag                                                                          | | |         |
| 21. Januar 2024 um 20:00 Uhr (21:00 Uhr MEZ) in Korhogo (Stade Amadou Gon Coulibaly) | | |         |
| Schiedsrichter: Youcef Gamouh ( Algerien)                                            | | |         |

## Südafrika – Tunesien 0:0
| Südafrika                                                                            | Südafrika | Tunesien | Tunesien |
| ------------------------------------------------------------------------------------ | --- | --- | -------- |
| Südafrika                                                                            | \| 3. Spieltag \| \| 24. Januar 2024 um 17:00 Uhr (18:00 Uhr MEZ) in Korhogo (Stade Amadou Gon Coulibaly) \| \| Schiedsrichter: Issa Sy ( Senegal) \| | \| 3. Spieltag \| \| 24. Januar 2024 um 17:00 Uhr (18:00 Uhr MEZ) in Korhogo (Stade Amadou Gon Coulibaly) \| \| Schiedsrichter: Issa Sy ( Senegal) \| | Tunesien |
| Südafrika                                                                            | Ronwen Williams – Khuliso Mudau (46. Nyiko Mobbie), Grant Kekana, Mothobi Mvala, Aubrey Modiba – Teboho Mokoena, Sphephelo Sithole, Thapelo Morena (67. Thapelo Maseko), Themba Zwane (80. Thabang Monare), Percy Tau – Evidence Makgopa (84. Zakhele Lepasa) Cheftrainer: Hugo Broos ( Belgien) | Bechir Ben Saïd – Wajdi Kechrida, Yassine Meriah , Montassar Talbi, Ali Abdi – Ellyes Skhiri (84. Mohamed Ali Ben Romdhane), Aïssa Laïdouni, Hamza Rafia (70. Sayfallah Ltaief), Anis Ben Slimane (59. Youssef Msakni), Elias Achouri (70. Naïm Sliti) – Seifeddine Jaziri (70. Haythem Jouini), Cheftrainer: Jalel Kadri | Tunesien |
| Südafrika                                                                            | Spieler des Spiels: Themba Zwane (Südafrika) | | Tunesien |
| 3. Spieltag                                                                          | | |          |
| 24. Januar 2024 um 17:00 Uhr (18:00 Uhr MEZ) in Korhogo (Stade Amadou Gon Coulibaly) | | |          |
| Schiedsrichter: Issa Sy ( Senegal)                                                   | | |          |

## Namibia – Mali 0:0
| Namibia                                                                         | Namibia | Mali | Mali |
| ------------------------------------------------------------------------------- | --- | --- | ---- |
| Namibia                                                                         | \| 3. Spieltag \| \| 24. Januar 2024 um 17:00 Uhr (18:00 Uhr MEZ) in San-Pédro (Stade Laurent Pokou) \| \| Schiedsrichter: Samuel Uwikunda ( Ruanda) \| | \| 3. Spieltag \| \| 24. Januar 2024 um 17:00 Uhr (18:00 Uhr MEZ) in San-Pédro (Stade Laurent Pokou) \| \| Schiedsrichter: Samuel Uwikunda ( Ruanda) \| | Mali |
| Namibia                                                                         | Lloyd Kazapua – Ivan Kamberipa, Kennedy Amutenya, Lubeni Haukongo, Riaan Hanamub – Aprocius Petrus, Bethuel Muzeu (74. Absalom Iimbondi), Prins Tjiueza (79. Marcel Papama), Ngero Katua (89. Charles Hambira), Deon Hotto – Peter Shalulile (89. Denzil Haoseb) Cheftrainer: Collin Benjamin | Djigui Diarra – Hamari Traoré , Boubakar Kouyaté, Sikou Niakaté, Moussa Diarra (68. Amadou Dante) – Fousseni Diabaté (81. Adama Traoré), Aliou Dieng (68. Mohamed Camara), Yves Bissouma, Nene Dorgeles – Youssoufou Niakaté (53. Kamory Doumbia), Lassine Sinayoko (52. Ibrahim Sissoko) Cheftrainer: Éric Chelle | Mali |
| Namibia                                                                         | Hotto (45.+5') | | Mali |
| Namibia                                                                         | Spieler des Spiels: Deon Hotto (Namibia) | | Mali |
| 3. Spieltag                                                                     | | |      |
| 24. Januar 2024 um 17:00 Uhr (18:00 Uhr MEZ) in San-Pédro (Stade Laurent Pokou) | | |      |
| Schiedsrichter: Samuel Uwikunda ( Ruanda)                                       | | |      |